# Ike Groen
Ike Groen (Tuitjenhorn, 31 mei 1992) is een Nederlands wielrenner die anno 2018 rijdt voor Delta Cycling Rotterdam. Zijn broer Dex was ook wielrenner.

## Carrière
In de Ronde van Tsjechië 2014 droeg Groen twee dagen de leiderstrui, maar verloor deze in de laatste etappe aan Martin Mortensen.
In 2016 won Groen de vierde etappe van de Ronde van Mersin.

## Overwinningen
2016
3e etappe Ronde van Mersin

## Ploegen
- 2011 –  Cyclingteam De Rijke
- 2012 –  Cyclingteam De Rijke-Shanks
- 2013 –  Cyclingteam De Rijke-Shanks
- 2014 –  Cyclingteam De Rijke
- 2015 –  Cyclingteam Join-S|De Rijke
- 2016 –  Cyclingteam Join-S|De Rijke
- 2017 –  Delta Cycling Rotterdam
- 2018 –  Delta Cycling Rotterdam

Bax · van den Berg · Bugter · van Dalen · van den Dool · Groen · Hoppezak · Janssen · Lucas · Meijer · Pastoor · Timmermans · Tulner